# Felipe Ramírez Ramírez

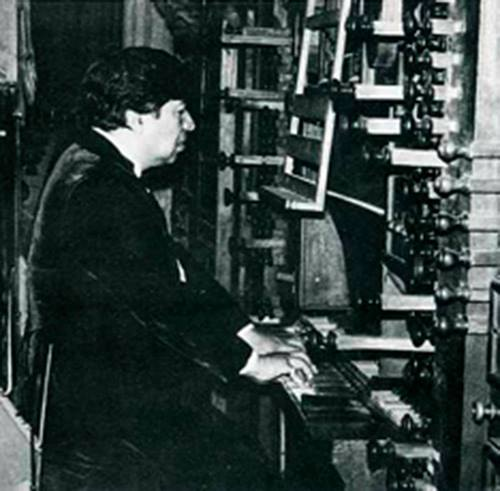
Felipe Ramírez Ramírez

Felipe Ramírez Ramírez (* 26. Mai 1935 in Santiago de Querétaro; † 14. Mai 2015 in Mexiko-Stadt) war ein mexikanischer Organist, Komponist und Forscher an der mexikanischen Hochschule für Kirchenmusik.

## Leben und berufliche Tätigkeit
Mit sechs Jahren trat Felipe Ramírez Ramírez in die Benemérita Escueala Diocesana de Música Sacra in Querétaro ein, wo seine musikalische Ausbildung u. a. unter der Leitung von Julián Zúñíga und Arnulfo Miramontes begann. Im Alter von 17 Jahren erhielt er den Titel Organista y Cantor de Primer Grado und wurde zum Titularorganist der Kathedrale zu Santiago de Querétaro ernannt.
1959 erhielt er ein Stipendium der Diözese Querétaro, um sein Studium an der Kirchenmusikschule (heute Hochschule für Katholische Kirchenmusik und Musikpädagogik Regensburg) in Regensburg bei Ferdinand Haberl, Karl Norbert Schmid, Theobald Schrems und Oskar Sigmund fortzuführen. 1964 schloss er das Studium der Musikwissenschaft und des gregorianischen Gesangs und seine Ausbildung als Organist und Komponist ab. Während seiner Zeit in Regensburg war Felipe Ramírez Ramírez auch in der Kirche St. Georg Schwabelweis als Vertretung der Chorleitung tätig.
Nach seiner Rückkehr 1964 nach Querétaro lehrte er an der Universität Querétaro (Universidad Autónoma de Querétaro) und an der Escuela Música Sacra. Mehr als 40 Jahre lang widmete er sich neben seinen Lehr- und Forschungstätigkeiten der Förderung der Restauration barocker Orgeln in Querétaro, Oaxaca, Puebla, Tlaxcala und México Stadt.
1967 ging er nach México Stadt, um am Instituto Nacional de Bellas Artes y Literatura (CENIDIM) zu forschen und am Nationalmusikkonservatorium (Conservatorio Nacional de Música) Improvisation, Musiktheorie, Chor, Komposition, Klavier, Orgel und Orgelbau zu lehren. Parallel dazu organisierte er mit Alfonso Vega Nuñez eine Orgelwoche in Querétaro (La Semana Nacional de Órgano), die er später auch in die Kathedrale von México Stadt brachte.
1978 ernannte ihn Erzbischof Ernesto Corripio y Ahumada zum Titularorganisten der Kathedrale von México Stadt. Schwerpunkte seiner Forschung und Rekonstruktionen alter Notenblätter, die er bis kurz vor seinem Tod im Mai 2015 fortführte, waren im Rahmen der Música del Virreinato Werke des spanischen Komponisten Joseph de Torres (den er fälschlich als den Mexikaner Joseph de Torres y Vergara (1661–1727) identifizierte) insbesondere dessen Orgelmusik. 1985 wurde von ihm das Werk Joseph de Torres Musica para Organo als Ersteinspielung veröffentlicht.

## Werke

### Aufnahmen
- Joseph de Torres: Música para órgano. Felipe Ramírez Ramírez (Orgel). 2 LPs.[5]

### Notenausgaben
- Trece obras de la colección Jesús Sanchéz Garza, México, Fonapas-INBA-SEP-Cenidim, 1981, 158 S.[6]
- El libro que contiene onze obras para órgano de registros partidos del Dr. Dn. Joseph de Torres. (Erstausgabe)[6]

## Auszeichnungen
- Erster Platz beim internationalen Orgelfestival in Haarlem, Niederlanden
- verschiedene Medaillen für Verdienste, u. a. für Vorzüglichkeit am Klavier und an der Orgel, von der Escuela Diocesana de Música Sacra y Conservatorio
- Teilnahme und Auszeichnung mit der Medalla Otorgada am XI Feria Nacional de la Plata in Taxco, Guerrero
- Medaille Sor Juana Inés de la Cruz von der Universidad del Claustro de Sor Juana, Mexiko-Stadt
- Ehrung und Auszeichnung durch den Premierminister Querétaros beim Festival Mozart Premio Querétaro